# Başbağlar
Başbağlar ist ein türkisches Dorf im Landkreis Kemaliye der  Provinz Erzincan in Ostanatolien. Başbağlar liegt im Süden der Provinz an der Grenze zu Tunceli auf einer Höhe von ca. 1600 m über dem Meeresspiegel, im Osten des Barasor-Tales.
Im Jahr 2010 lebten 81 Menschen in  Başbağlar. Die Einwohnerzahl ist abnehmend. Das Dorf liegt in einer gebirgigen Region und verfügt kaum über landwirtschaftlich nutzbare Flächen. Das Klima ist rau und kontinental geprägt. Die Einwohner sind sunnitische Muslime. Zahlreiche ehemalige Bewohner verbringen ihren Sommer in Başbağlar.

## Geschichte
Eine Dorfmoschee wurde in den 1950er Jahren, die Dorfgrundschule nebst Lehrerwohnung 1962 erbaut. Bis zum Jahr 1985 war Başbağlar nicht an das Straßennetz angeschlossen. 1987 erhielt das Dorf eine Kanalisation. 1990 lebten 544 Menschen in Başbağlar.

### Massaker
Am 5. Juli 1993 wurde Başbağlar Schauplatz eines schweren Verbrechens. Eine bewaffnete und ca. 100-köpfige Gruppe überfiel das Dorf. Insgesamt wurden 33 Dorfbewohner erschossen oder starben in den Flammen. Zahlreiche Häuser wurden gebrandschatzt. Das Massaker wird allgemein der Arbeiterpartei Kurdistans angelastet und als Rache für den Brandanschlag von Sivas betrachtet, der sich drei Tage zuvor ereignet hatte und ebenfalls zahlreiche Opfer forderte. Das Massaker wurde nie vollständig aufgeklärt. Ein langes Gerichtsverfahren gegen 18 Personen endete 1998 trotz jahrelanger Untersuchungshaft mit Freisprüchen in Sachen Beteiligung am Überfall. Das Massaker weckte antijüdische und antiserbische Ressentiments in bestimmten Kreisen.